# Столпырев, Пётр Пименович
Пётр Пименович Столпырев (29 июня 1913 — 21 марта 2001) — советский строитель, почётный гражданин Одессы.

## Биография
Пётр Столпырев родился 29 июня 1913 года в Одессе в семье строителей. Трудовую деятельность начал в 13 лет маляром.
В 1935 году призван на военную службу. Участвовал в строительстве Комсомольска-на-Амуре, чинил суда в доках Владивостока. В 1937 году вернулся в Одессу специалистом высшего разряда в звании сержанта.
В годы Великой Отечественной войны был командиром стрелкового отделения, вместе со своими подчинёнными защищал дальние подступы к Одессе. В бою под Дальником был тяжело ранен. После восстановления вернулся к работе строителя. Награждён орденом Отечественной войны II степени.
Занимался восстановлением разрушенных нацистами электростанции, заводов: имени Дзержинского, тяжёлого краностроения, имени Кирова, радиально-сверлильных станков. Позже отстраивал разрушенные немцами жилые дома в центе Одессы, возводил новые жилые здания. Первый дом на Черёмушках был построен бригадой Столпырева.
В течение 16 лет руководил строительной бригадой, а потом первым в Одесской области добровольно возглавил самую отстающую бригаду (по примеру Героя Социалистического Труда Валентины Гагановой). В 1966 году вышла брошюра «Так быстрее и лучше», в которой Столпырев рассказал о своём опыте. Его бригада за счёт сэкономленных материалов в нерабочее время на общественных началах ремонтировала культурно-бытовые учреждения: библиотеку на ул. Садовой, детский сад на ул. Преображенской, а также квартиры инвалидов войны. Более 30 лет Столпырев занимался строительством в Одессе.
Помимо трудовой деятельности, занимался общественной работой. С 1944 года он несколько раз избирался депутатом Одесского городского совета.
30 октября 1967 года решением сессии городского Совета бригадиру комплексной бригады СМУ-34 треста «Одесжилстрой» Петру Столпыреву за активное участие в восстановлении промышленных предприятий в послевоенный период и строительство новых жилых кварталов и объектов социально-культурного назначения присвоено звание почётного гражданина Одессы.
В последние годы жизни Столпырев испытывал проблемы со здоровьем, был инвалидом I группы, а также остался вдовцом.
Умер 21 марта 2001 года на 88-м году жизни в Одессе.

## Награды
- почётный гражданин Одессы (1967)
- орден Отечественной войны II степени (1985)